# Смерч (автомат)
«Смерч» — проект 5,45 мм высокотемпного, сверхкороткого булл-пап автомата (так называемого «ультра-булл-пап») конструкции А. В. Шевченко.

## История
«Смерч» был разработан Александром Шевченко в 1977 году в рамках опытно-конструкторской работы по теме «Модерн». Был одним из конкурентов АКС-74У, но в итоге так и не смог стать полноценным автоматом.

## Конструкция
Автомат был сконструирован по схеме булл-пап (или «ультра-булл-пап»). Автоматика работала по принципу отвода части пороховых газов через отверстие в стенке ствола с длинным ходом поршня. Г-образный качающийся затвор запирал канал ствола поворотом вокруг оси посредством наклонных поверхностей затворной рамы. Такое устройство системы запирания позволило уменьшить длину ствольной коробки до 85 мм, что привело к уменьшению времени цикла работы автоматики и позволило довести темп стрельбы очередями до 1800 выстрелов/мин. Ударно-спусковой механизм позволял вести стрельбу одиночными выстрелами, фиксированными очередями по три выстрела и непрерывно. Для обеспечения возможности стрельбы с левого плеча конструктивно отработано изменение направления отражения стреляных гильз. Была предусмотрена возможность установки оптического или коллиматорного прицела.

## Дальнейшая судьба
Несмотря на инновационный подход, проект «Смерч» столкнулся с рядом трудностей. Причиной этого стала повышенная загруженность ЦКИБ СОО и КБ Ижевского машиностроительного завода.